# 自由民主党総裁代行
自由民主党総裁代行は自由民主党総裁が辞任・または正式的に執務不能(または死亡した)時に設置される職である。

## 概要
自由民主党総裁が執務不能の時に総裁代行が設置されたのは当時大平政権にて副総裁であった西村英一のみである、しかし権限だけで言えば事実上の代行をした例は少なくなく、主に石橋政権の三木武夫幹事長・小渕政権幹事長の森喜朗(後に総裁就任)がある。

## 主な例
正式な例
- 西村英一 (自由民主党副総裁) (総裁大平正芳の急逝による代行)

事実上の権限代行例
- 三木武夫 (自由民主党幹事長) (総裁石橋湛山の脳梗塞による権限代理)
- 三木武夫 (自由民主党幹事長) (総裁池田勇人の入院による権限代理)
- 森喜朗 (自由民主党幹事長) (総裁小渕恵三の脳梗塞による執務代行)
- 麻生太郎 (自由民主党幹事長) (総裁安倍晋三病中による権限代行)
- 細田博之 (自由民主党幹事長) (総裁麻生太郎の総選挙敗北後辞任による代行)

## 一部を代理した例
- 椎名悦三郎 (自由民主党副総裁) (総裁田中角栄による次期総裁選出委任)
- 櫻内義雄 (自由民主党幹事長) (西村副総裁との選挙指揮)
- 二階俊博 (自由民主党幹事長) (総裁安倍晋三の選挙日程委任による代理)
- 茂木敏充 (自由民主党幹事長) (総裁岸田文雄の首相代理設置による職務代行)

## 名目上の党責任者
- 麻生太郎 (自由民主党副総裁) (総裁岸田文雄の首相代理設置による党首席)

## 総裁待遇を受けた人物
- 若林正俊 (両院議員総会長) (総裁麻生太郎を初めとした役員辞任による首班指名)